# Джерсійський зоопарк
Джерсійський зоопарк (англ. Jersey Zoological Park) — зоопарк на острові Джерсі (Нормандські острови, Велика Британія). Розташований на території родинного маєтку огр-Менор (Les Augrès Manor), яке орендував Джеральд Даррелл.

## Опис
У зоопарку зібрані переважно рідкісні та вимираючі види тварин: ссавці, птахи, амфібії та рептилії, в цілому більше ніж 190 видів. Серед них є такі рідкісні види тварин, як горили, орангутани, білі вухаті фазани, червонощокі ібіси, ямайські хутіі, окулярні ведмеді і т. д.
Тварини розміщені в просторих вольєрах, що нагадують скоріше природне середовище проживання, ніж традиційний зоопарк.

## Історія
Заснований в 1959 році знаменитим англійським зоологом і письменником Джеральдом Дарреллом.
Як емблему для зоопарку засновник вибрав додо, або маврикійського дронта — птаха, знищеного людиною у XVII столітті.
З 1964 року зоопарк отримав назву офіційну назву Durrell Wildlife Conservation Trust (Фонд збереження дикої природи імені Даррелла), але досі відомий перш за все як Джерсійський зоопарк(Jersey Zoological Park ).
Детальна історія зоопарку описана самим Джеральд Дарреллом в книзі «Зоопарк у моєму багажі».

## Галерея

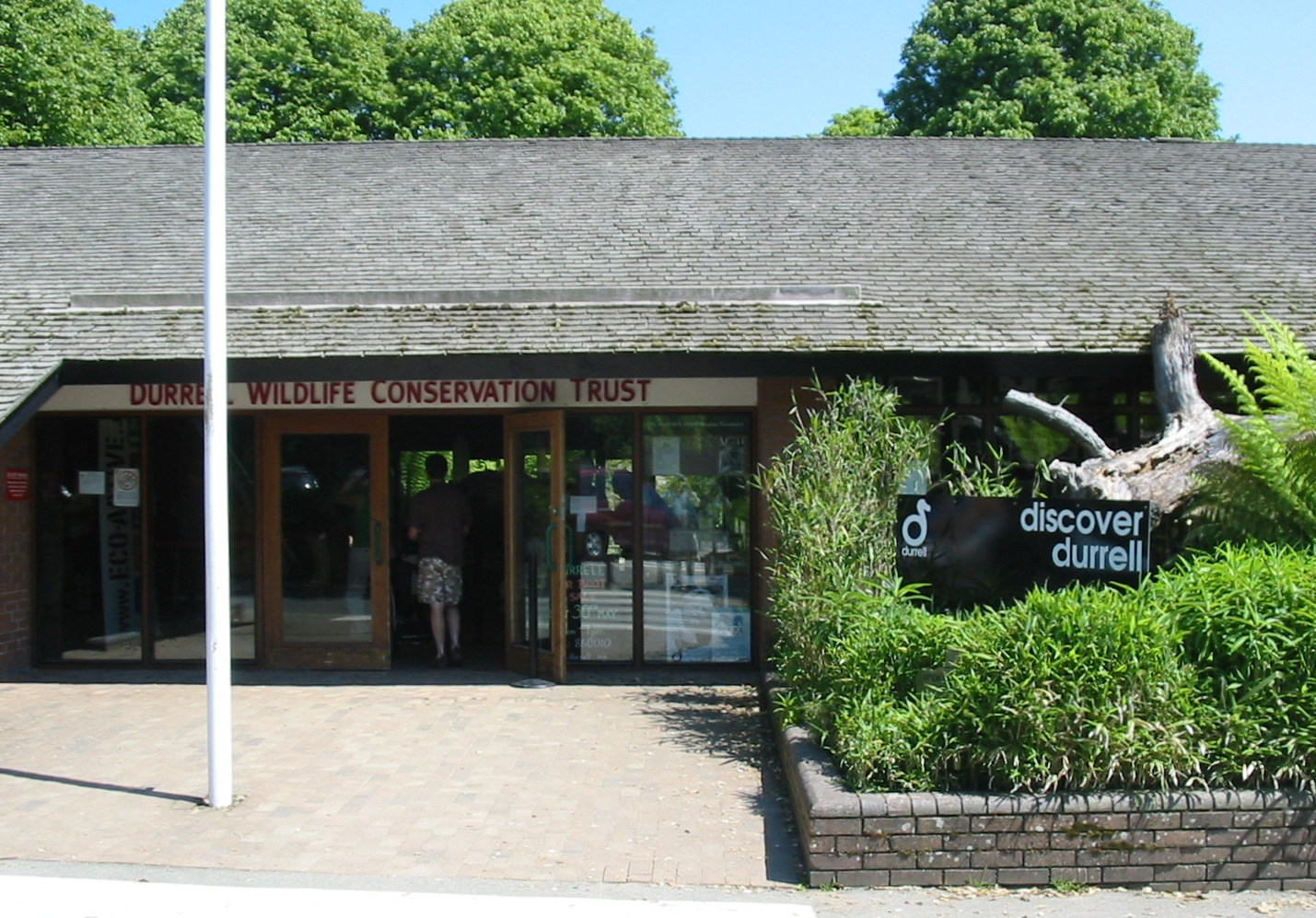
Вхід до зоопарку
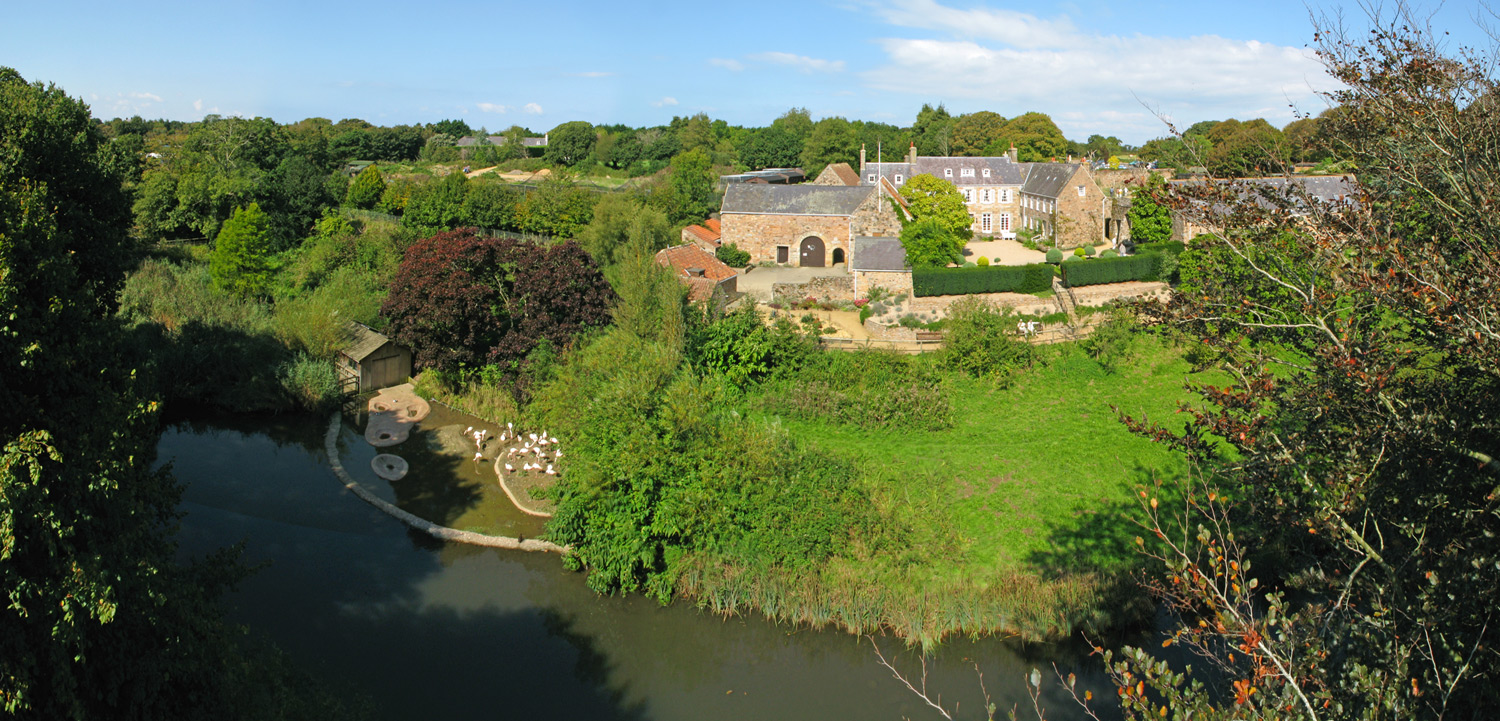
Зовнішній вигляд зоопарку
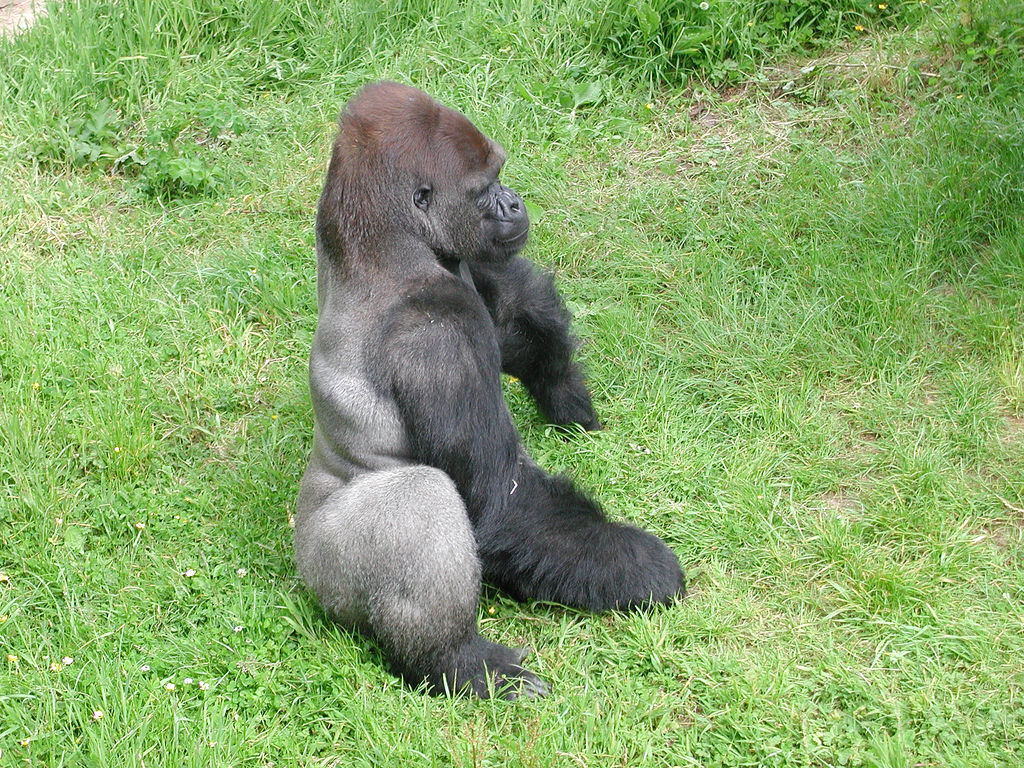
Горила.
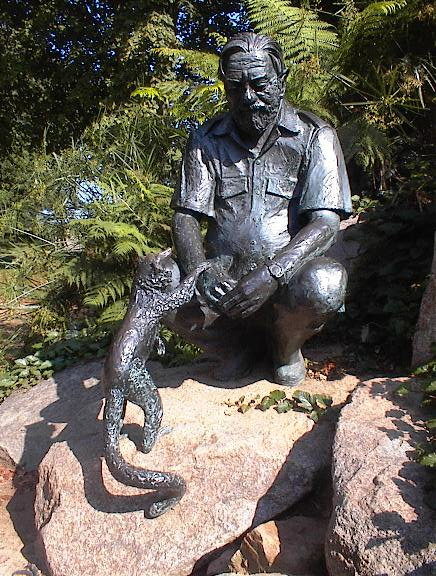
Пам'ятник засновнику зоопарку Джеральду Дарреллу.